# Léman Pro-Am
De Pro-Am du Léman was een golftoernooi dat op vier verschillende banen bij het meer van Genève werd gespeeld. Het toernooi maakte deel uit van de Europese Challenge Tour.

## Winnaars
- 1990:  Quentin Dabson
- 1991:  Christophe Lacroix
- 1992:  Tim Planchin (276)
- 1993:  Diego Borrego (278)